# Augustin-Pierre Cluzel
Augustin-Pierre Cluzel CM (ur. 6 marca 1815 w Montclar, zm. 12 sierpnia 1882 w Urmii) – francuski duchowny rzymskokatolicki, lazarysta, arcybiskup, dyplomata papieski.

## Biografia
8 czerwca 1840 złożył śluby zakonne. W 1841 otrzymał święcenia prezbiteriatu i został kapłanem Zgromadzenia Księży Misjonarzy. Następnie wyjechał na misje do Persji, gdzie pracował również jako nauczyciel. Poprzez intrygi Rosjan i protestantów-metodystów został zmuszony powrócić do Francji. Poświęcił ten czas na naukę używanych w Persji języków: perskiego, tureckiego oraz chaldejskich (liturgicznego i współczesnego). Do Persji mógł ponownie wyjechać po 10 latach.
3 marca 1874 papież Pius IX mianował go delegatem apostolskim w Persji oraz arcybiskupem in partibus infidelium heraclejskim. Dodatkowo został administratorem apostolskim diecezji isfahańskiej, będącej jedynym biskupstwem łacińskim w Persji. 8 września 1874 w kaplicy domu zakonnego lazarystów w Paryżu przyjął sakrę biskupią z rąk arcybiskupa paryskiego kard. Josepha Hippolyta Guiberta OMI. Współkonsekratorami byli wikariusz apostolski Zhejiangu Edmond-François Guierry CM oraz wikariusz apostolski Jiangxi Géraud Bray CM.
Jako delegat apostolski rozwijał druk literatury katolickiej oraz położył kamień węgielny pod katedrę w Urmii. Oba urzędy pełnił do śmierci 12 sierpnia 1882.